# Джоаджу-де-Сус
Джоаджу-де-Сус (рум. Geoagiu de Sus) — село у повіті Алба в Румунії. Входить до складу комуни Стремц.
Село розташоване на відстані 281 км на північний захід від Бухареста, 19 км на північ від Алба-Юлії, 58 км на південь від Клуж-Напоки.

## Населення
За даними перепису населення 2002 року у селі проживали 792 особи, з них 791 особа (99,9%) румунів. Рідною мовою 791 особа (99,9%) назвала румунську.